# Tanagro
A Tanagro folyó a dél-olaszországi Sele legnagyobb mellékfolyója. Casalbuono település mellett ered, áthalad a Cilento és Vallo di Diano Nemzeti Parkon és Contursi Terme mellett beömlik a Selébe. A Alburni-hegység legtöbb állandó és időszakos vízfolyását a Tanagro gyűjti össze.